# Чандлервил (Илиноис)
Чандлервил (енгл. Chandlerville) град је у америчкој савезној држави Илиноис.

## Демографија
По попису из 2010. године број становника је 553, што је 151 (-21,4%) становника мање него 2000. године.
| Група             | 2000.       | 2010.       |
| Белци             | 682 (96,9%) | 538 (97,3%) |
| Афроамериканци    | 2 (0,3%)    | 3 (0,5%)    |
| Азијати           | 2 (0,3%)    | 1 (0,2%)    |
| Хиспаноамериканци | 11 (1,6%)   | 9 (1,6%)    |
| Укупно            | 704         | 553         |